# Lato

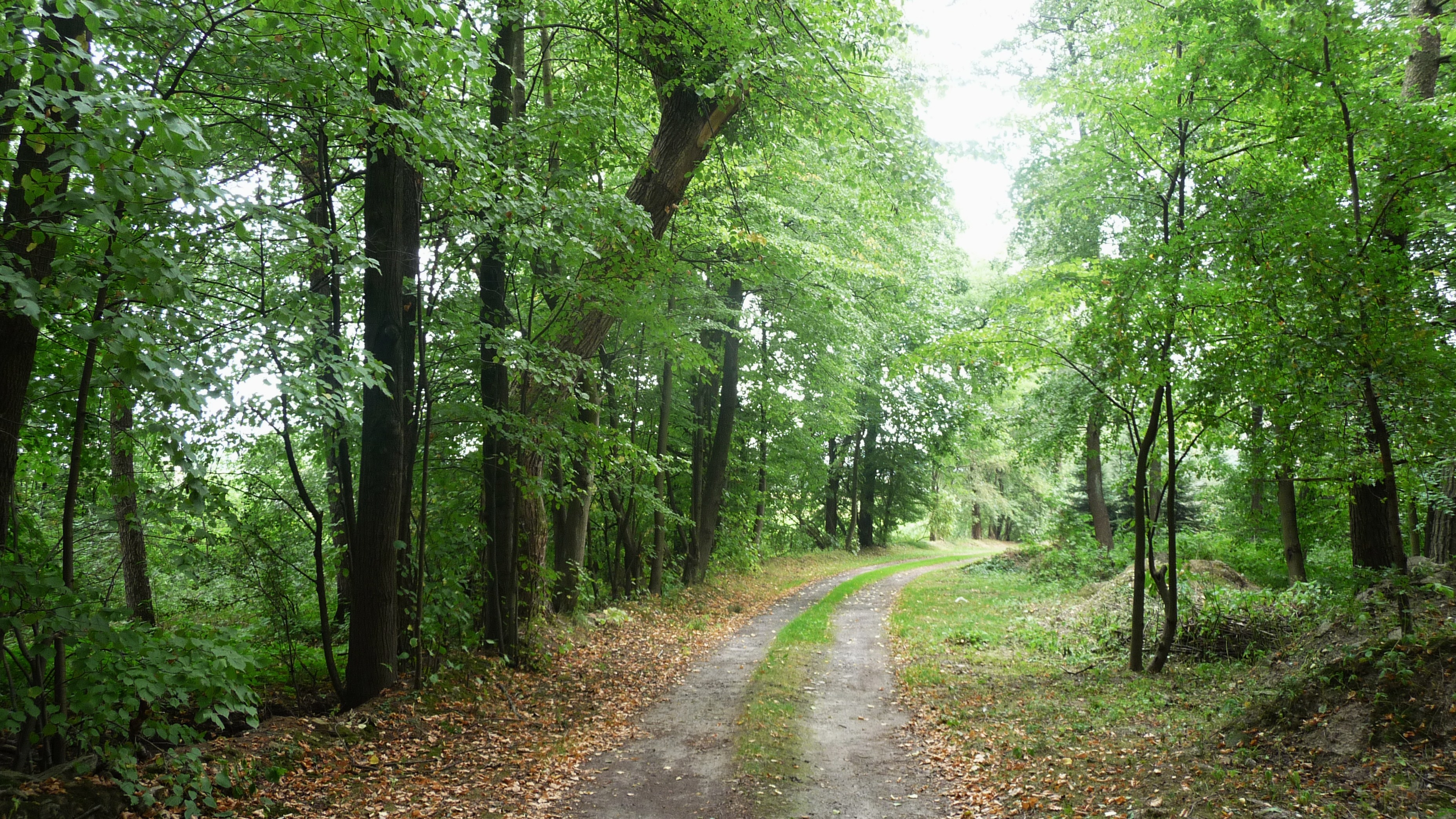
Lato w polskim lesie (połowa sierpnia)

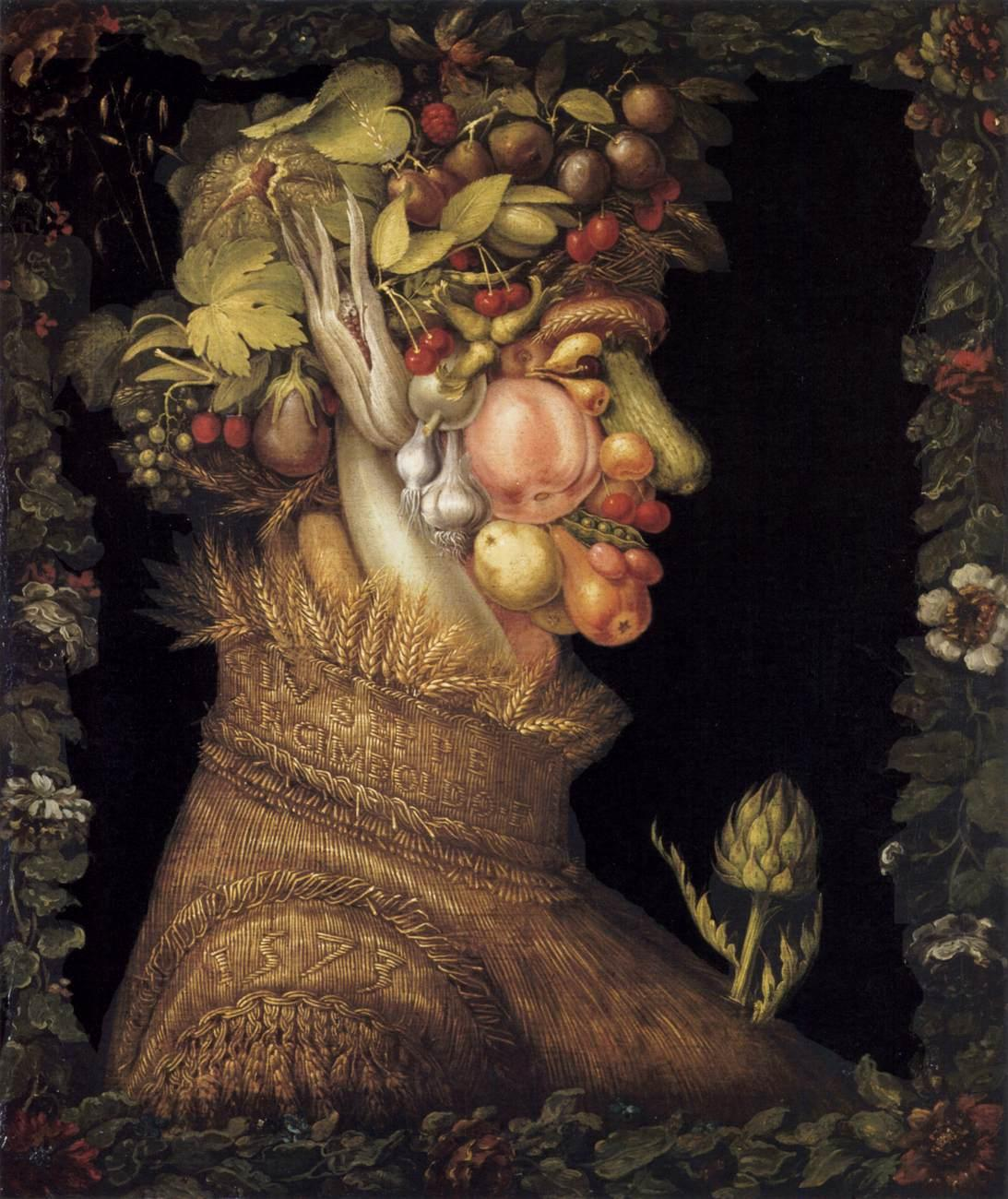
Giuseppe Arcimboldo – Lato

Lato – jedna z czterech podstawowych pór roku w przyrodzie, w strefie klimatu umiarkowanego. Charakteryzuje się najwyższymi temperaturami powietrza w skali roku. W świecie roślin jest to okres dojrzewania nasion i owoców, a w świecie zwierząt jest to okres wydawania na świat nowego pokolenia i przygotowania go do samodzielnego życia.
Lato astronomiczne rozpoczyna się w momencie przesilenia letniego i trwa do momentu równonocy jesiennej, co w przybliżeniu oznacza na półkuli północnej okres pomiędzy 21 czerwca a 23 września (czasami daty te wypadają dzień wcześniej lub dzień później, a w roku przestępnym mogą być dodatkowo cofnięte o jeden dzień). Podczas lata astronomicznego dzienna pora dnia jest dłuższa od pory nocnej, jednak z każdą kolejną dobą dnia ubywa, a nocy przybywa – Słońce wschodzi coraz później i góruje na coraz mniejszych wysokościach ponad horyzontem.
Według kryterium termicznego za lato przyjmuje się okres roku, w którym średnie dobowe temperatury powietrza przekraczają 15 °C. Pomiędzy latem klimatycznym i sąsiednimi klimatycznymi porami roku nie ma etapów przejściowych, w przeciwieństwie do zimy poprzedzanej przedzimiem i następującym po niej przedwiośniem.
Dla półkuli południowej wszystkie opisane daty i zjawiska są przesunięte o pół roku. Za miesiące letnie na półkuli północnej uznaje się czerwiec, lipiec i sierpień, a na południowej grudzień, styczeń i luty.

## Rośliny
Trwa kwitnienie roślin, a już pojawiają się nasiona i owoce. Pojawiają się pierwsze letnie owoce, np. poziomki, czereśnie, wiśnie. Późniejszą porą dojrzewają maliny, gruszki, jabłka – pojawienie się jabłek symbolizuje już ostatni okres lata i zbliżającą się jesień.

## Zwierzęta
W świecie zwierząt, niektóre gatunki wychowują podrośnięte potomstwo, inne jeszcze się rozmnażają. We wszystkich środowiskach jest duża obfitość pokarmów.

## Święta związane z latem

### Święto przesilenia letniego
W czasie najkrótszej nocy w roku (z 21 na 22 czerwca) obchodzone jest święto związane z przesileniem letnim. W krajach anglosaskich pod nazwą Midsummer, w germańskich Mittsommerfest. W krajach słowiańskich zaś święto to jest nazywane Nocą Kupały.
W czasie tej nocy rozpalano ogniska, w których palono zioła. W trakcie zabaw odbywały się różnego rodzaju wróżby i tańce. Dziewczęta puszczały w nurty rzek wianki z zapalonymi świecami, które miały być wyławiane przez kawalerów, wieszcząc tym samym szybkie zamążpójście. Prawdopodobnie pozostałości dawnych wiosennych obrzędów magicznych kończących zaklinanie „dobrego początku”, nawiązujących do obrzędowości zadusznej i nadchodzącego urodzaju.

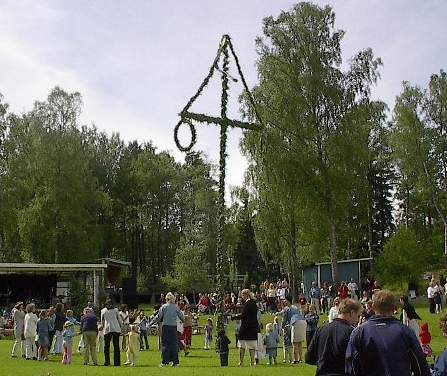
Midsommar w Szwecji

Natomiast w Szwecji obchodzone jest święto Midsommar, podczas którego tańczy się wokół Majowego Słupa.

### Noc Świętojańska

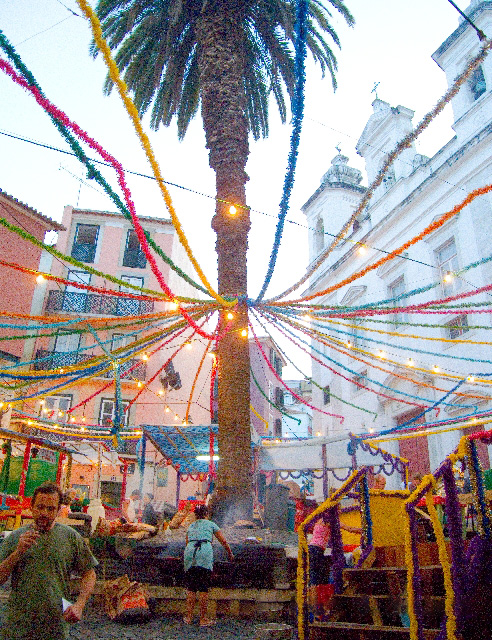
Przystrojona palma w Lizbonie z okazji obchodów festa de São João

W Polsce Noc Kupały obchodzona jest w nocy z 23 na 24 czerwca (w wigilię św. Jana). Natomiast w innych krajach te święta są rozdzielone. W Brazylii obchodzona jest Festa Junina (Festa de São João).
W czasie Nocy Świętojańskiej również pali się ogniska.

### Wniebowzięcie Najświętszej Maryi Panny
Latem w katolicyzmie obchodzone jest święto Wniebowzięcia Najświętszej Maryi Panny znane w Polsce pod nazwą Święta Matki Boskiej Zielnej, ponieważ w czasie obrzędów związanych z tym świętem błogosławi się wiązanki kwiatów. Wierzono, że taki bukiet nabiera cudownych, leczniczych właściwości. Podczas powrotu z kościoła zostawiano go wśród upraw, gdzie miał przynieść szczęście w zbiorach, po czym, po kilku dniach, zabierano go do domu. Był przechowywany bardzo pieczołowicie, okadzano nim izbę, trzymano w miejscu, które było widoczne i dawało pewność, że moc bukietu będzie działała.
We Włoszech 15 sierpnia obchodzi się Ferragosto, które jest powiązane ze świętem Wniebowzięcia Najświętszej Maryi Panny.

### Dożynki

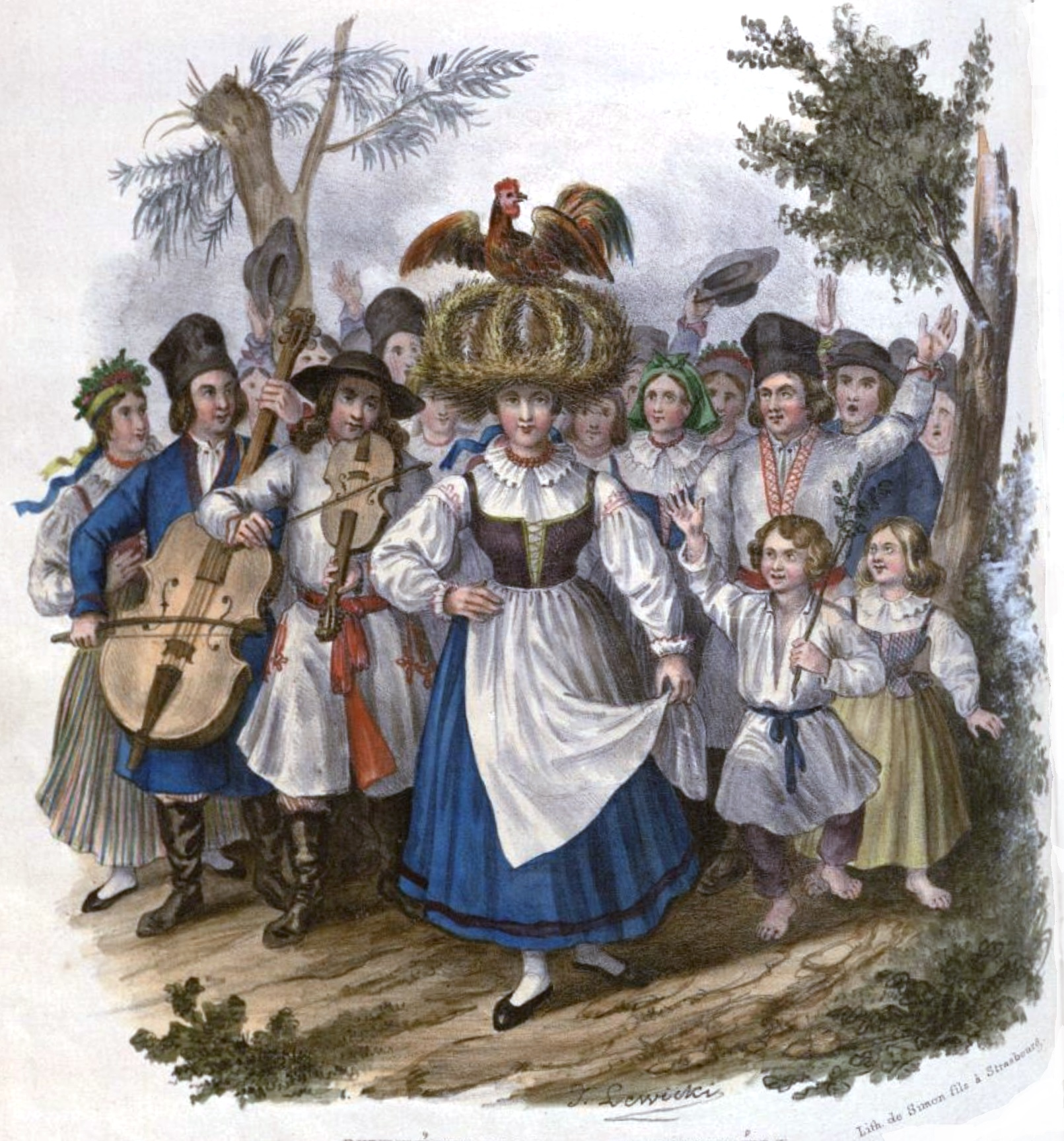
Ilustracja przedstawiająca dożynki na ziemi sandomierskiej.

Dożynki to urządzane po żniwach święto rolników, będące ukoronowaniem ich całorocznego trudu. Dożynki nie kończą jednak cyklu prac na polu, jednak rozpoczyna krótki czas odpoczynku i radosnego świętowania.
Zwyczaje dożynkowe odnosiły się do pierwszego i ostatniego zebranego z pola snopu zboża. Rozpoczęcie żniw, nazywane zażynem, miały obrzędową oprawę. Pierwsze kłosy ścinał gospodarz, rozpoczynając tym samym pracę. Pierwszy snop nazywano szczęściem i był on zanoszony do domu. Natomiast ostatnie kłosy (zwane przepiórkami) zostawiano na polu. Zostawiano na niego najładniejsze kłosy i przystrajano polnymi kwiatami. Ziarno z tego snopa mieszano z ziarnem siewnym. W obrzędach dożynkowych brały udział przede wszystkim kobiety ze względu na ich dominującą rolę przy żęciu zbiorów sierpami.
Po zakończeniu zbioru żniwiarze tworzyli wieniec dożynkowy, poświęcali go w kościele i zanosili gospodarzowi, który odwdzięczał się zaproszeniem ich na poczęstunek.

## Wakacje
Okres letni to czas wzmożonej turystyki, której sprzyjają wakacje. W Polsce wakacje w szkole podstawowej i w szkole średniej oprócz ostatniej klasy, rozpoczynają się od pierwszej  soboty po 20 czerwca i trwają do ostatniego dnia sierpnia.

## Lato w sztuce

### Personifikacje lata
- Giuseppe Arcimboldo – Lato

### Pejzaże
- Seweryn Bieszczad – Pejzaż letni[11],
- Feliks Brzozowski – Pejzaż letni z okolic Gołaszewa[12],
- Henryk Epstein – Pejzaż letni[13],
- Julian Fałat – Pejzaż letni z rzeką[14],
- Stefan Filipkiewicz – Letni pejzaż[15], Pejzaż letni z chatami[16],
- Stanisław Kamocki – Babie lato[17],
- Roman Kochanowski – Rozlewisko latem[18], Spokojna rzeka latem[19],
- Antoni Kozakiewicz – Letni krajobraz z fotografem[20],
- Władysław Malecki – Pejzaż letni[21], Pejzaż letni ze żniwiarzami[22],
- Józef Mularczyk – Lato na Gąsienicowej[23],
- Tymon Niesiołowski – Lato[24],
- Józef Pankiewicz – Lato. Motyw z Kazimierza[25].